# Limbobotys acanthi
Limbobotys acanthi is een vlinder van de familie van de grasmotten (Crambidae). De wetenschappelijke naam van deze soort is voor het eerst voorgesteld door Dandan Zhang en Hou-Hun Li in een publicatie uit 2013.
De soort komt voor in China (Hainan).